# Birkerhöhe

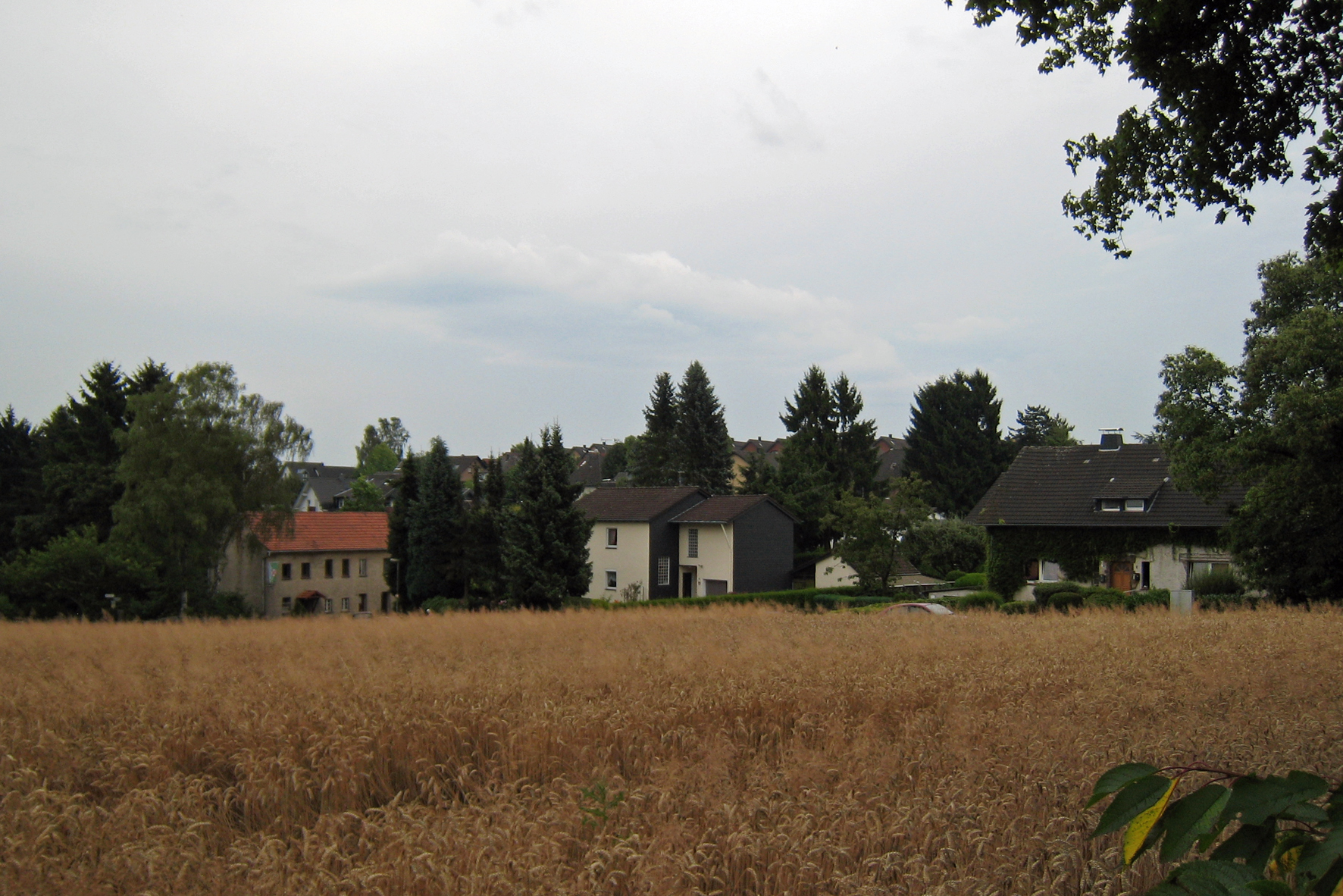
Birkerhöhe,
Blick durch ein Kornfeld

Birkerhöhe ist ein Ortsteil im Stadtteil Moitzfeld von Bergisch Gladbach.

## Geschichte
Im Urkataster wird der kleine Weiler 1827 mit der Gewannenbezeichnung Auf der Höhe erwähnt. Erst in der Mitte des 19. Jahrhunderts fällt der Name Birkerhöhe in Anlehnung an den benachbarten Birkerhof.
Birkerhöhe gehörte zur preussischen Bürgermeisterei Bensberg im Kreis Mülheim am Rhein.
Der Ort ist auf der Preußischen Uraufnahme von 1840 ohne Namen, als Teil vom Birkerhof, verzeichnet. Ab der Preußischen Neuaufnahme von 1892 ist er auf Messtischblättern regelmäßig als Birkerhöhe oder ohne Namen verzeichnet.
Aufgrund des Köln-Gesetzes wurde die Stadt Bensberg mit Wirkung zum 1. Januar 1975 mit Bergisch Gladbach zur Stadt Bergisch Gladbach zusammengeschlossen. Dabei wurde auch Birkerhöhe Teil von Bergisch Gladbach.
| Jahr | Einwohner | Wohn- gebäude | Kategorie |
| ---- | --------- | ------------- | --------- |
| 1871 | 37        | 5             | Hofstelle |
| 1885 | 24        | 5             | Wohnplatz |
| 1895 | 12        | 3             | Wohnplatz |
| 1905 | 32        | 4             | Wohnplatz |

## Ziegelei
Westlich von Birkerhöhe zweigt halbkreisförmig die Straße Am Ziegelfeld ab. Diese Bezeichnung wurde im Ratsprotokoll vom 25. Juli 1960 damit begründet, dass hier ehemals eine Ziegelei gestanden habe, die Backsteine aus Verwitterungslehm hergestellt habe. Das Urkataster führt an dieser Stelle die Gewannenbezeichnung Auf dem Brand, womit der Ziegelbrand gemeint ist. Die hier hergestellten Ziegel sind unter anderem zum Bau von Schloss Bensberg verwendet worden.